# مفنترمین
مفنترمین (به انگلیسی: Mephentermine) یک داروی شیمیایی است که برای درمان فشار خون پایین کاربرد دارد. معمولاً به صورت آمپول استفاده می‌شود.

## موارد استعمال
مقوی قلب و محرک تنفس است. برای نگهداری تونوس عروق کاربرد دارد. برای افراد مبتلا به افسردگی نوع خوراکی آن تجویز می‌شود.

## ملاحظات
استفاده در هنگام شوک‌های بعد از خونریزی ممنوع می‌باشد.